# Li Guoying

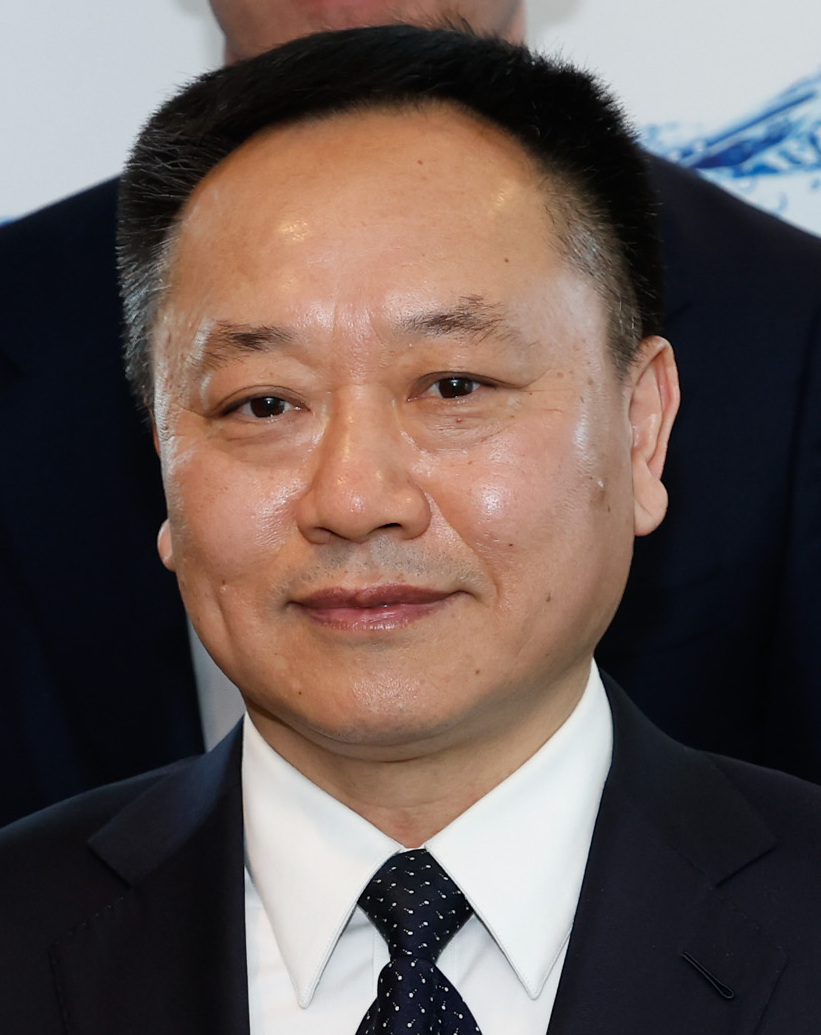
Li Guoying

Li Guoying (chinesisch 李国英, Pinyin Lǐ Guóyīng; geboren im Dezember 1963 in Yuzhou, Provinz Henan) ist ein chinesischer Politiker und Politiker, der seit dem 28. Februar 2021 als Minister für Wasserwirtschaft der Volksrepublik China amtiert.
In seiner frühen Karriere arbeitete Li als Techniker und Verwalter im nationalen Wasserministerium der Gelber Fluss-Kommission und in der Provinz Heilongjiang. Er wurde 2015 nach Anhui versetzt, um als stellvertretender Parteichef zu dienen, bevor er von 2016 bis 2021 zum Gouverneur wurde.

## Leben
Li Guoying wurde in Yuzhou in der Provinz Henan geboren. Er studierte Wasserkraft und Elektrotechnik an der Nordchinesischen Universität für Wasserversorgung und elektrische Energie in Zhengzhou und schloss sein Studium 1984 mit einem Bachelor ab. Außerdem promovierte er an der Zentralen Parteischule in Philosophie und promovierte anschließend an der Northeast Normal University in Umweltwissenschaften.
Nach seinem Universitätsabschluss arbeitete Li für die Gelber Fluss-Kommission des Ministeriums für Wasserwerke als Vermessungstechniker für die Planungs- und Forschungsabteilung. Die meiste Zeit seiner Karriere verbrachte er im Wasserwerk, als Assistent des Chefingenieurs, dann als stellvertretender Direktor der Gelber Fluss-Kommission, danach arbeitete er als Chefingenieur des nationalen Ministeriums für Wasserwerke. Anschließend wurde er im Mai 1999 versetzt, um die Abteilung für Wasserwerke in Heilongjiang zu leiten.
Im März 2011 wurde er zum stellvertretenden Minister für Wasserwerke und zum Vorsitzenden der Gelber Fluss-Kommission ernannt. Er blieb bis August 2015 im Amt, als er zum stellvertretenden Parteichef von Anhui ernannt wurde. Ein Jahr später, am 1. September 2016, wurde er zum stellvertretenden Gouverneur ernannt. Er wurde am 21. Januar 2017 in einer gesetzgebenden Sitzung als Gouverneur bestätigt.
Li war stellvertretendes Mitglied des 18. Zentralkomitees der kommunistischen Partei.